# Cecropia (botanica)
Cecropia Loefl., 1754 è un genere di piante della famiglia delle Urticaceae, originario dell'America tropicale.
Il nome è un riferimento al leggendario re Cecrope, primo re dell'antica Atene.

## Biologia
Molte specie di questo genere sono piante mirmecofile; le colonie di formiche, che vivono all'interno delle cavità delle piante, traggono nutrimento dai corpuscoli proteici presenti alla base delle foglie e difendono le piante dagli animali fitofagi.

## Tassonomia
Comprende le seguenti specie:
- Cecropia albicans Trécul
- Cecropia andina Cuatrec.
- Cecropia angulata I.W.Bailey
- Cecropia angustifolia Trécul
- Cecropia annulata C.C.Berg & P.Franco
- Cecropia bullata C.C.Berg & P.Franco
- Cecropia candida Snethl.
- Cecropia chlorostachya C.C.Berg & P.Franco
- Cecropia concolor Willd.
- Cecropia dealbata B.S.Williams
- Cecropia distachya Huber
- Cecropia elongata Rusby
- Cecropia engleriana Snethl.
- Cecropia ficifolia Warb. ex Snethl.
- Cecropia gabrielis Cuatrec.
- Cecropia garciae Standl.
- Cecropia glaziovii Snethl.
- Cecropia goudotiana Trécul
- Cecropia granvilleana C.C.Berg
- Cecropia herthae Diels
- Cecropia heterochroma C.C.Berg & P.Franco
- Cecropia hispidissima Cuatrec.
- Cecropia hololeuca Miq.
- Cecropia idroboi Cuatrec.
- Cecropia insignis Liebm.
- Cecropia kavanayensis Cuatrec.
- Cecropia latiloba Miq.
- Cecropia litoralis Snethl.
- Cecropia longipes Pittier
- Cecropia marginalis Cuatrec.
- Cecropia maxima Snethl.
- Cecropia megastachya Cuatrec.
- Cecropia membranacea Trécul
- Cecropia metensis Cuatrec.
- Cecropia montana Warb. ex Snethl.
- Cecropia multisecta P.Franco & C.C.Berg
- Cecropia mutisiana Mildbr.
- Cecropia obtusa Trécul
- Cecropia obtusifolia Bertol.
- Cecropia pachystachya Trécul
- Cecropia palmata Willd.
- Cecropia pastasana Diels
- Cecropia peltata L.
- Cecropia pittieri B.L.Rob. ex A.Stewart
- Cecropia plicata Cuatrec.
- Cecropia polystachya Trécul
- Cecropia purpurascens C.C.Berg
- Cecropia putumayonis Cuatrec.
- Cecropia radlkoferana Aladar Richt.
- Cecropia reticulata Cuatrec.
- Cecropia sararensis Cuatrec.
- Cecropia saxatilis Snethl.
- Cecropia schreberiana Miq.
- Cecropia sciadophylla Mart.
- Cecropia silvae C.C.Berg
- Cecropia strigosa Trécul
- Cecropia subintegra Cuatrec.
- Cecropia tacuna C.C.Berg & P.Franco
- Cecropia telealba Cuatrec.
- Cecropia telenitida Cuatrec.
- Cecropia ulei Snethl.
- Cecropia utcubambana Cuatrec.
- Cecropia velutinella Diels
- Cecropia virgusa Cuatrec.

## Usi
La Cecropia peltata produce un lattice che viene utilizzato per produrre una gomma grezza.